# Шосткинський інститут Сумського державного університету
Шо́сткинський інститу́т Сумсько́го держа́вного університе́ту — вищий навчальний заклад в м. Шостка Сумської області.

## Структура
Шосткинський інститут є головним освітнім закладом міста, створений в 2001 році як позабазовий структурний підрозділ Сумського державного університету класичного типу, який має IV рівень акредитації, що дає право на підготовку спеціалістів найвищих кваліфікаційних рівнів - «спеціаліст» та «магістр» - практично з усіх спеціальностей денної та заочної форм навчання (наказ №414 Міністерства науки і освіти України від 08.06.2001 р.) Нині в інституті  навчається більше 600 студентів; 80% викладачів мають науковий ступінь кандидатів та докторів наук, працює 4 професори та доценти, середній вік професорсько-викладацького складу - 49 років. Інститут здійснює підготовку за сімома спеціальностями: «Галузеве машинобудування», «Хімічні технології та інженерія», «Економіка», «Підприємство, торгівля та біржова діяльність», «Фінанси, банківська справа та страхування», «Менеджмент» та «Автоматизація та комп’ютерно-інтегровані технології». До складу інституту входять 14 навчально-наукових лабораторій. Студенти мають можливість отримати на старших курсах другу вищу освіту, навчатися на військовій кафедрі, продовжити навчання в аспірантурі. Один із основних напрямів діяльності вузу – науково-дослідна робота. ШІСумДУ став центром наукових заходів різного рівня за широкого представництва діячів науки та промисловців регіону та держави в цілому. З 2011 року в Шосткинському інституті проходить Всеукраїнська науково – теоретична конференція «Хімічна технологія: наука та виробництво», з 2012 - Міжнародна науково-практичні конференції «Хімічна технологія: наука, економіка та виробництво» за участі представників України, Республіки Білорусь, Польщі та Латвії.
Шосткінський інститут розвивається, рухається вперед назустріч інноваціям, прагне бути цікавим не лише для власних студентів, але й для інших навчальних закладів, підприємств та організацій регіону, а тому відкритий для спілкування та співпраці.
Складовою навчального комплексу Шосткінський інститут Сумського державного університету є Хіміко-технологічний коледж імені Івана Кожедуба.
В інституті працюють 2 факультети, 5 кафедр, навчально-методичний відділ, відділ довузівської підготовки та інші підрозділи. До складу входять 14 навчально-наукових лабораторій. Є денне і заочне відділення.
Також є спортивний зал, тренажерний зал, читальний зал на 100 місць, їдальня, гуртожиток,

## Викладацький склад
В інституті працюють чотири професори, 2 доктори наук, 19 кандидатів наук, 9 доцентів, 22 викладачі інституту навчаються в аспірантурах різних вузів України.